# 奧托·魏寧格
奥托·魏宁格（Otto Weininger，1880年4月3日—1903年10月4日），是出生于奥匈帝国的奧地利哲學家。
他在23岁便举枪自尽。他的著作《性与性格》（Geschlecht und Charakter）得到了很高的评价。

## 生平
奧托·魏寧格于1880年4月3日生於維也納的一戶從事金飾手藝的猶太家庭，父親是李歐柏德·魏寧格（Leopold Weininger），母親是艾荻爾海德（Adelheid）。
1898年7月，魏宁格中學畢業，同年十月申請維也納大學，主修哲學和心理學。同时也学习自然科學和醫學。魏寧格学习了希臘文、拉丁文、法文和英文，稍晚又學了西班牙文和義大利文。
1901年秋，魏寧格試著尋找出版商出版他的论文《厄洛斯和普赛克：生物心理学研究》（Eros and the Psyche: A biological-psychological study），又拿給弗洛伊德請其推薦發表，但最终未能成功。1902年他的教授接受了他的论文，魏宁格因此获得了博士学位。之后不久，他成了一名新教徒。
1902年，魏寧格到德國的拜罗伊特，觀賞了華格納的歌劇《帕西法爾》，给他留下非常深刻的印象。他經由德勒斯登和哥本哈根來到奧斯陸，在這裡他第一次觀賞了亨里克·易卜生的歌劇《培尔·金特》。在回到維也納之後，他的身心陷入極度的鬱悶，逐渐产生了自杀的念头。在與其友阿图尔·戈伯（Artur Gerber）討論了好一陣子後，魏寧格意识到：“現在還不是時候”。
1903年6月，在數個月的持續努力下，他的作品《性与性格: 基础研究》由維也納出版商出版。這本書包括了他的论文内容以及新增的三个重要章节。第12章：女性的天性及女性与宇宙的关系；第13章：猶太主义；第14章：女性與人類。雖然此書沒有受到强烈的負面评价，但也沒有获得预期的轰动。
《性与性格》出版後，魏寧格被一位德國萊比錫的教授莫比乌斯（Paul Julius Möbius）控告抄襲。在極度失望的情況下，魏寧格動身前往義大利。回到維也納後，魏寧格將他生命的最後五天陪伴父母。1903年10月3日，魏寧格在Schwarzspanierstrase15号街，也就是貝多芬逝世的地方租了一間房間；他告诉老闆娘因为工作需要直到早晨前他不希望被人打扰。當晚他寫了兩封信，一封給他的父親，一封是給他的兄弟理查德，說明自己即將飲彈自盡。1903年10月4日早晨，魏寧格被發現严重受伤，他向自己的胸膛开了一枪。他被送往维也纳综合医院，但不治身亡，葬于維也納的马茨来恩斯多夫新教公墓，上面刻著他父親李歐柏德·魏寧格寫的墓誌銘：
```
『此石碑下躺著一個在世上不曾尋獲內心平靜的男孩，
 當其將己心靈的啟示傳授之後，在世上已找不到適合的地方。
 他不停向有著最偉大思想的死亡國度探尋，
 最後在一間屋子停了下來， 
 結束了凡間肉體的延續。』
```

## 對维特根斯坦的影響
维特根斯坦於學生時代時接觸到魏寧格的思想，且受其影響甚深。更將魏寧格列為對自己影響最深的人之一，推薦給身邊友人。維根斯坦對魏寧格極度的推崇，總與他的身份有些格格不入。維根斯坦在寫給乔治·爱德华·摩尔的信中提到：
```
『我們沒有必要，更確切地說，是不可能相信他的。
 但是在我們不認同的事物中卻包含著偉大。
 這是魏寧格偉大的錯誤。』
```

這種描述現代文明的腐朽和開發自身潛能的義務等主題，將在維根斯坦之後的著作中再三出現。

## 外部連結
- 奧托·魏寧格on the Internet （页面存档备份，存于）
- 魏寧格朋友---Artur Gerber談魏寧格最後的生命 （页面存档备份，存于）
- 從「轉型正義」談起：《性與性格》文／紀大偉